# يزيد سنجاق
يزيد سنجاق (مواليد 11 سبتمبر 1966) هو لاعب كرة قدم جزائري دولي سابق. كان لاعب وسط لعدة أندية فرنسية وسويسرية وعضو في المنتخب الجزائري.

## مشواره الكروي
لعب سنجاق كرة قدم احترافية مع نادي باريس سان جيرمان(1986 – 1992 م)، و نادي نيس، ونادي سانت إتيان ونادي نوشاتل زاماكس. في وقت متأخر من مسيرته ، لعب كرة القدم للهواة مع أولمبيك نوازي لو سيك ‏، عوقب لمدة عامين لدفعه الحكم بعد مباراة ضد أولمبيك أليس في أكتوبر 2000.
ظهر سنجاق كبديل في المنتخب الجزائري لكرة القدم في مباراة تأهيلية لكأس إفريقيا للأمم 1988 ضد تونس في أبريل 1987. كما ظهر في نهائيات كأس الأمم الأفريقية 1992 في السنغال.

## روابط خارجية
- يزيد سنجاق على موقع قاعدة بيانات كرة القدم.إي يو (الإنجليزية)
- يزيد سنجاق على موقع ليكيب (الفرنسية)
- يزيد سنجاق على موقع ناشيونال فوتبول تيمز (الإنجليزية)
- يزيد سنجاق على موقع عالم كرة القدم.نت (الإنجليزية)